# Dalibor Volaš
Dalibor Volaš (Capodistria, 27 febbraio 1987) è un calciatore sloveno, attaccante del Sistiana Sesljan, squadra attualmente nel campionato di Promozione, girone B del Friuli Venezia Giulia.

## Palmarès

### Club

#### Competizioni nazionali
- Coppa di Slovenia: 4

Koper: 2005-2006, 2006-2007
Maribor: 2009-2010, 2011-2012
- Campionato sloveno: 3

Maribor: 2008-2009, 2010-2011, 2011-2012

### Individuale
- Capocannoniere della Druga slovenska nogometna liga: 1

2006-2007 (14 reti)